# Hansgeorg Buchholtz

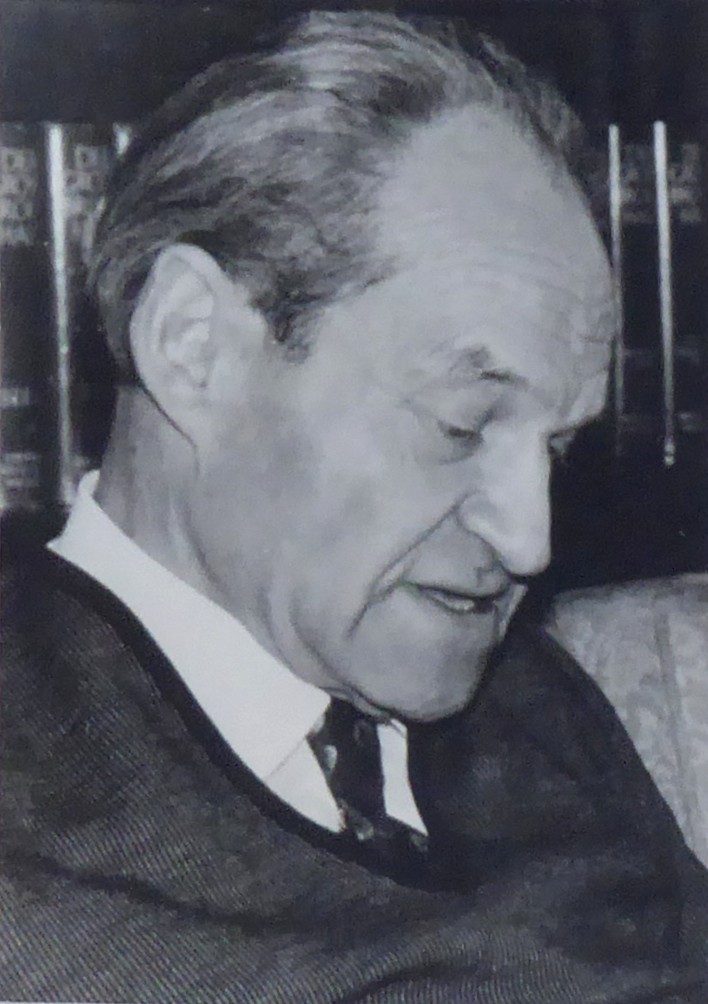
Hansgeorg Buchholtz

Hansgeorg Buchholtz (* 25. Juni 1899 in Mülhausen, Reichsland Elsaß-Lothringen; † 22. April 1979 in Uetersen) war ein deutscher Schriftsteller.

## Leben
Hansgeorg Buchholtz war der Sohn eines Offiziers der Preußischen Armee; seine Vorfahren stammten größtenteils aus Ostdeutschland. Buchholtz besuchte in Braunschweig die Oberrealschule bis zur Reifeprüfung. Ab 1917 nahm er als Fähnrich am Ersten Weltkrieg teil. Nach dem Ende des Krieges absolvierte er ab 1919 ein Studium an den Universitäten in Berlin, Freiburg im Breisgau und Königsberg. Ab 1926 wirkte er als Lehrer an Mittelschulen in den ostpreußischen Orten Nikolaiken und Sensburg, ab 1928 als Rektor einer Schule in Gilgenburg und ab 1933 in Lötzen. Seit Anfang der 1930er Jahre war er neben seinem Lehrerberuf auch als freier Schriftsteller tätig.
Buchholtz nahm ab 1939 als Hauptmann der Wehrmacht am Zweiten Weltkrieg teil. 1941 wurde er beurlaubt; anschließend übte er in Heilsberg (Ostpreußen) die Funktion eines Schulrats aus. Nach der Flucht aus Ostpreußen lebte er in Braunschweig, Haseldorf, Wedel und Uetersen; bis zu seiner Pensionierung im Jahre 1958 war er als Schulrat in Bremervörde tätig.

## Werk
Hansgeorg Buchholtz war Verfasser Romanen, Erzählungen, Jugendbüchern und Gedichten. Sein Werk hat häufig die ostpreußischen Landschaften der Masurischen Seen und der Kurischen Nehrung zum Thema bzw. Hintergrund.
Im NS-Staat gehörte Buchholtz zu den Autoren, die als „politisch zuverlässig“ und „künstlerisch wertvoll“ galten und deren Veröffentlichungen von der HJ-Führung gefördert wurden. So wendete er z. B. in Ein Musketier von Potsdam (1935) die Geschichte Preußens unmittelbar nationalsozialistisch. Mit diesem Titel war Buchholtz auch auf der „Grundliste“ vertreten, die im Erlass vom 29. Januar 1937 zum Aufbau des Schulbüchereiwesens an Volksschulen enthalten war. Mit der Neubearbeitung der „Grundliste“ vom 22. August 1939 kaum auch sein Titel Jugend an der Grenze dazu.
In dem Buch Nomas Opfer. Eine Erzählung aus der Zeit der Eroberung Preußens durch den deutschen Ritterorden nahm Buchholtz 1938 die Position des heidnischen Preußen ein, die er zu einem tapferen und edlen Volk und Vorbild der Nationalsozialisten stilisierte. Denn ihre völkische Leistung, so Buchholtz, liege in ihrem Verhalten gemäß dem Gesetz der Treue zu „Blut und Boden“. Das sich ihres „rassischen Wertes“ und angestammten Bodens bewusste Volk der Preußen habe sich im hartnäckigen kriegerischen Widerstand bewährt.
Buchholtz erhielt 1940/41 den „Hilf-mit!“-Preis des Nationalsozialistischen Lehrerbundes für das beste Jugendgedicht. 1959 wurde er mit dem Kulturpreis der Landsmannschaft Ostpreußen in der Sparte „Literatur“ sowie 1961 mit dem Jugendbuchpreis der Künstlergilde Esslingen ausgezeichnet.
Die Erzählung Fremder, bist Du mein Bruder (1962) wird als Beispiel für die einseitige Verzerrung der Täter-Opferperspektive der Vertreibung bewertet. Während die Schreckensbilder endloser Flüchtlingstrecks und torpedierter Flüchtlingsschiffe präsent seien, würden deutsche Verbrechen wie der Überfall auf Polen und der Holocaust nicht zur Sprache gebracht. Karsten Leutheuser konstatiert eine unangemessen Aufrechnung von Schuld, eine zeittypische Verniedlichungs- und Verdrängungsmentalität sowie verstreckte Diskriminierungen der Polen.

## Werke
- Liebe eines Kindes, Leipzig 1932
- Dorf unter der Düne, Königsberg 1933
- Masuren, Königsberg 1933
- Wir halten die Wacht, Leipzig 1933
- Der Markt zu Heckenbruch, Leipzig 1934
- Anuschka, Königsberg 1935
- Ein Musketier von Potsdam, Köln 1935
- Der Dobnik, Königsberg 1936
- Jugend an der Grenze, Köln 1936
- Der Flieger Thom, Königsberg 1937
- Der kleine Jorgatz, Köln 1937
- Der große Zapfenstreich - Schicksal einer Offiziersfamilie, Kanter Verlag, Berlin, Königsberg, Leipzig 1938
- Nomas Opfer, Köln 1938
- Fritz der Fischerjunge, Köln 1939
- Reichsehrenmal Tannenberg, Hohenstein, Ostpr. 1939
- Der Schnitter griff zur Sense, Königsberg 1939
- Traum und Trauer, Königsberg 1942
- Zwischen Himmel, See und Tod ..., Bremen 1942
- Im Zauber der Kurischen Nehrung, Königsberg (Pr.) 1943
- Fremder, bist du mein Bruder, Hamburg 1962
- Soweit die Straßen reichen, Baden-Baden 1966

## Gedichte
- Fern von ihr.[8]

## Herausgeberschaft
- Stille Seen, dunkle Wälder, München 1956